# 花桥街道 (武汉市)
花桥街道是中华人民共和国湖北省武汉市江岸区下辖的一个街道办事处。

## 行政区划
花桥街道下辖以下村级行政区划单位：
花桥社区、发展社区、蔡家田社区、望才里社区、科苑社区、黄浦社区、花二社区、惠济社区、育才社区、聚才社区、四村社区、育欣社区、三村社区、长航社区、大江园社区和荷花园社区。